# Vernonanthura lipeoensis
Vernonanthura lipeoensis là một loài thực vật có hoa trong họ Cúc. Loài này được (Cabrera) H.Rob. miêu tả khoa học đầu tiên năm 1995.